# Thylogale billardierii
Thylogale billardierii är en pungdjursart som först beskrevs av Anselme Gaëtan Desmarest 1822. Thylogale billardierii ingår i släktet buskvallabyer och familjen kängurudjur. IUCN kategoriserar arten globalt som livskraftig. Inga underarter finns listade.
Artepitetet i det vetenskapliga namnet hedrar den franska botanikern Jacques Julien Houton de La Billardiére som deltog i en expedition till Australien.

## Utseende
Arten är liksom andra släktmedlemmar en ganska robust vallaby. Den blir med svans 1,0 till 1,5 meter lång. Honor är med en genomsnittlig vikt av 4 kg tydlig mindre än hannar som väger cirka 7 kg. Den mjuka pälsen på ovansidan har en mörkbrun till gråbrun färg och på undersidan finns ljusare brun till rödbrun päls. Hos hannar är bröstet bredare och de främre extremiteterna kraftigare än hos honorna.

## Utbredning
Pungdjuret förekommer på Tasmanien och mindre öar mellan Tasmanien och Australiens fastland. Arten vistas där i fuktiga skogar eller gräs- och buskmarker.

## Ekologi
Individerna bildar flockar med upp till 10 medlemmar. Honor kan para sig hela året.
Thylogale billardierii är aktiv på natten och kan vandra 2 km fram till nästa morgon. I undantagsfall letar arten på dagen efter föda. Födan utgörs främst av gräs och örter samt ibland andra växtdelar. Hannar har ett klickande läte när de letar efter parningsberedda honor. Honor blir brunstiga kort efter födelsen av en unge. Efter parningen utvecklas det befruktade ägget till en blastocyst och sedan vilar embryot. Skulle det äldre syskonet i pungen (marsupium) dö fortsätter embryots utveckling tidigare. Den egentliga dräktigheten varar 27 till 29 dagar och vid födelsen är ungen bara rudimentärt utvecklad. Ungen stannar en längre tid i pungen och den diar sin mor tills den är 6 till 12 månader gammal. Könsmognaden infaller för hannar och honor efter ungefär 15 månader. Exemplar i naturen som undviker alla faror kan leva 5 eller 6 år.
Kända fiender är tasmansk djävul, Dasyurus maculatus (en pungmård) och kilstjärtsörn. Under historisk tid blev denna vallaby jagad av pungvargen.

## Bildgalleri

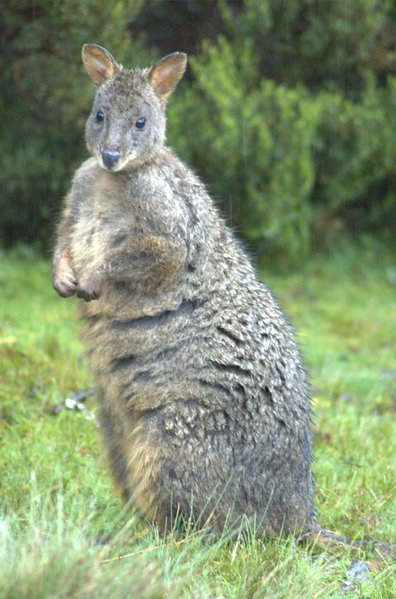
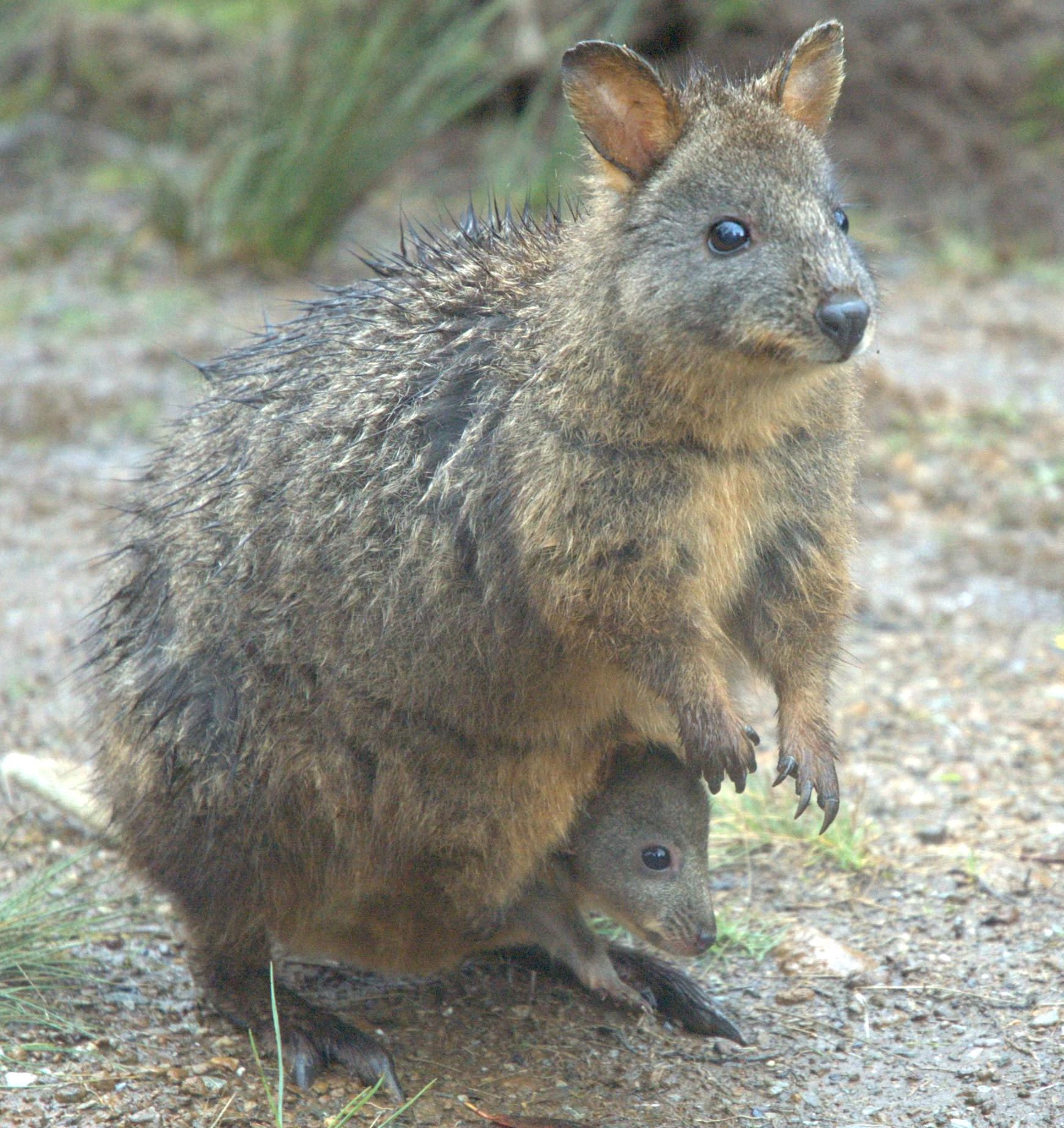